# Hanseatische Departements

Französische Départements 1812

Hanseatische Departements (französisch départements hanséatiques) ist der Oberbegriff für vier Départements, die nach der Annexion nordwestdeutscher Gebiete am 1. Januar 1811 als Teil des napoleonischen Ersten Französischen Kaiserreichs entstanden. Sie fanden mit der militärischen Niederlage des französischen Kaisers und Feldherrn gegen Russland und Preußen (1813) ein baldiges Ende.
Die Frankreich einverleibten nordwestdeutschen Gebiete wurden entsprechend der zentralistischen Verwaltungsstruktur Frankreichs in ein hierarchisches System von Verwaltungsbezirken und Verwaltungsebenen aufgeteilt und eingeordnet. Oberste Verwaltungseinheiten waren die Departements. Diese wurden in Arrondissements, diese in Kantone und diese wiederum in Mairies (Munizipalitäten, Gemeinden) eingeteilt.

## Geschichte

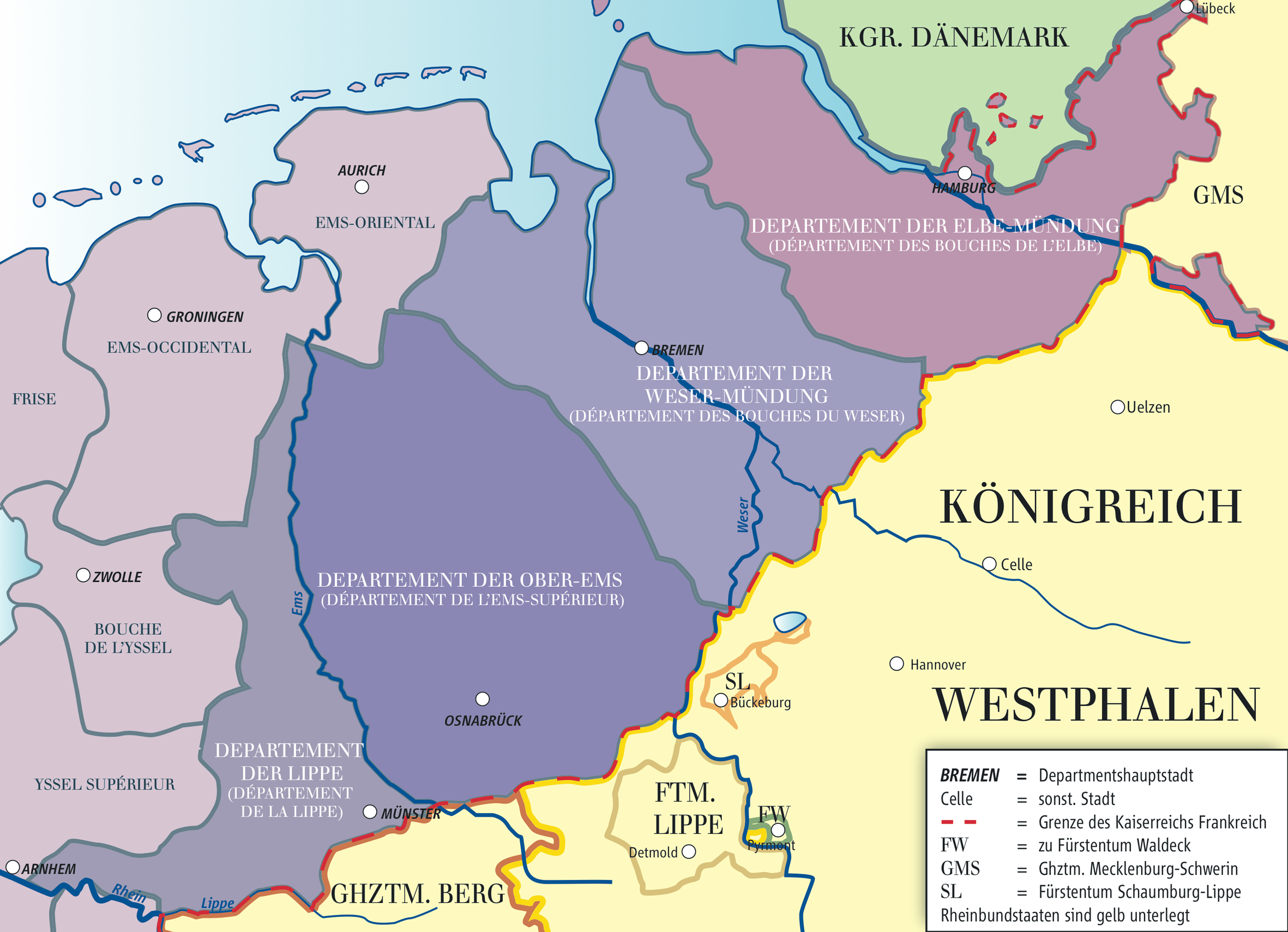
Die „Hanseatischen Departements“

Im Zuge der Politik der Kontinentalsperre ließ Napoleon die deutsche Nordseeküste bis Hamburg samt dem Hinterland vom Rhein bis zur Elbe und nach Lübeck am 1. Januar 1811 durch ein Dekret vom 13. Dezember 1810 von Frankreich annektieren. Teile Ostfrieslands und des Jeverlandes waren bereits 1806 als Department Oost-Friesland in den französischen Machtbereich geraten. Im Jahr 1810 kam die Region schließlich als Département Ems-Oriental (Osterems) unmittelbar zum französischen Kaiserreich. Das Herzogtum Oldenburg gehörte zwar seit dem 14. Oktober 1808 dem Rheinbund an, aber Napoleon besetzte 1810 auch das Gebiet seines Alliierten und fügte es in das bestehende Departement der Wesermündung ein. Dem gescheiterten Feldzug nach Russland 1812 folgte die Niederlage der Franzosen in den Jahren 1813/14 und die dadurch mögliche Aufhebung der Kontinentalsperre.
Schon am 9. Juli 1810 wurde beschlossen, das Königreich Holland, das seit 1806 von dem Bruder Napoleons, Ludwig Bonaparte, regiert wurde, Frankreich anzugliedern. Gleich mit vereinnahmt wurden der nördliche Teil des Königreiches Hannover und Gebiete aus dem Großherzogtum Berg. Diese Regelung war nur von kurzer Dauer. Die bergischen Arrondissements Münster, Rees und Steinfurt bildeten seit dem 27. April 1811 das Departement der Lippe. 
Das auf Grund eines französischen Senatsbeschlusses vom 13. Dezember 1810 annektierte Gebiet entlang der Nordsee und nördlich der Lippe sowie einer Linie von Haltern über Telgte, Stolzenau, Ratzeburg bis etwa Lübeck umfasste die Herzogtümer Lauenburg und Oldenburg, die Hansestädte Bremen, Hamburg und Lübeck, die nördlich der Lippe gelegenen Teile des Herzogtums Arenberg-Meppen, das Fürstentum Salm, nördlich der Lippe gelegene Teile des Großherzogtums Berg, das ehemalige Kurfürstentum Hannover sowie Teile des Königreichs Westphalen (insbesondere das frühere Hochstift Osnabrück und Teile des früheren Fürstentums Minden).
Napoleon ordnete am 1. Januar 1811 die Einteilung in die drei hanseatischen Departements an, am 27. April 1811 kam das Departement der Lippe hinzu.
| Name des Departements                                                | Hauptsitz | Distrikt (Arrondissement, Unterpräfektur) |
| -------------------------------------------------------------------- | --------- | ----------------------------------------- |
| Departement der Elbmündung (frz. Département des Bouches de l’Elbe)  | Hamburg   | Distrikt Hamburg                          |
| Departement der Elbmündung (frz. Département des Bouches de l’Elbe)  | Hamburg   | Distrikt Lübeck                           |
| Departement der Elbmündung (frz. Département des Bouches de l’Elbe)  | Hamburg   | Distrikt Lüneburg                         |
| Departement der Elbmündung (frz. Département des Bouches de l’Elbe)  | Hamburg   | Distrikt Stade                            |
| Departement der Wesermündung (frz. Département des Bouches du Weser) | Bremen    | Distrikt Bremen                           |
| Departement der Wesermündung (frz. Département des Bouches du Weser) | Bremen    | Distrikt Oldenburg                        |
| Departement der Wesermündung (frz. Département des Bouches du Weser) | Bremen    | Distrikt Nienburg                         |
| Departement der Wesermündung (frz. Département des Bouches du Weser) | Bremen    | Distrikt Bremerlehe                       |
| Departement der Ober-Ems (frz. Département de l’Ems-Supérieur)       | Osnabrück | Distrikt Osnabrück                        |
| Departement der Ober-Ems (frz. Département de l’Ems-Supérieur)       | Osnabrück | Distrikt Lingen                           |
| Departement der Ober-Ems (frz. Département de l’Ems-Supérieur)       | Osnabrück | Distrikt Minden                           |
| Departement der Ober-Ems (frz. Département de l’Ems-Supérieur)       | Osnabrück | Distrikt Quakenbrück                      |
| Departement der Lippe (frz. Département de la Lippe)                 | Münster   | Distrikt Münster                          |
| Departement der Lippe (frz. Département de la Lippe)                 | Münster   | Distrikt Neuenhaus                        |
| Departement der Lippe (frz. Département de la Lippe)                 | Münster   | Distrikt Rees                             |
| Departement der Lippe (frz. Département de la Lippe)                 | Münster   | Distrikt Steinfurt                        |

Das ebenfalls kontrollierte Schwedisch-Pommern mit dem Hauptort Stralsund blieb unverändert erhalten.
Die Departements wurden jeweils durch eigene Präfekten verwaltet. Als Distrikt der 32. Militärdivision unterstanden sie jedoch gemeinsam der faktischen Oberverwaltung durch Generalgouverneur Louis-Nicolas Davout. Der Kaiserliche Gerichtshof (Cour Impériale) in Hamburg war Appellationsinstanz für alle vier hanseatischen Departements. Die Gerichtsorganisation der Hanseatischen Departements folgte dem französischen Vorbild.
Nach der Niederlage Napoleons 1814 lösten sich die Departements auf.